# Östermalms Annonstidning
Östermalms Annonstidning senare med titeln Östermalm med undertiteln Annonstidning och Tjensteblad var en dagstidning utgiven i Stockholm 4 oktober 1894 till 30 oktober 1896 under första titeln, och sedan under namnet Östermalm till den 14 november 1913.

## Tidningen historia
Tidningen trycktes först hos G. Isakson från den 4 oktober till 29 oktober 1894, och sedan 3 till 21 mars 1895. U. Fredriksson var tryckare 6 december 1894 till 27 februari 1895. Efter 21 mars 1895 hos F. Hammar & C:o. Tidningen trycktes med antikva och titelvinjett från och med 11 oktober 1894. 
Tidningen kom ut torsdagar med 4 sidor i folio med 6 spalter på formatet 50 x 37,5 cm och utdelades gratis i början. Tidningen gavs ut och redigerades av handlanden Per Jansson Vendelius, som den 2 oktober 1894  erhöll utgivningsbevis. Tidningen fortsattes av tidningen med nya titeln Östermalm med Annonstidning och Tjensteblad  som undertitel från 6 november 1896 till 14 november 1913.
Tidningen trycktes från  i början av 1900-talet Stockholms Dagblads tryckeri med antikva som typsnitt och med titelvinjett. Tidningen kom ut  en dag i veckan fredagar med 4 sidor i varje nummer. Formatet var folio med 6 spalter 55,5 x 39,5 cm till ett pris av 1 krona 20 öre i prenumeration. Utgivningsbevis var utfärdat för Hilma Gustaviana Aronson 30 oktober 1896 för denna tidning, som utgjorde en fortsättning av Östermalms Annonstidning sedan Tjenstebladet hade sammanslagits med tidningen.

## Redaktion, titel och utgivningsdagar
Redaktionsort var hela utgivningstiden  Stockholm. Ansvarige utgivare redigerade tidningen. Till 5 september 1895 kom tidningen ut på torsdagar och sedan från 17 maj 1895 till upphörandet på fredagar. Den fullständig titeln var från 1900 till 4 maj 1906 Östermalm / Annonstidning / och/ Tjensteblad, sedan 1906 till 1913 Östermalm/ Annonstidning.
| Period                 | Ansvarig utgivare och redaktör | Titel           |
| 1894-10-02-1896-10-29  | Per Jansson Vendelius          | handlande       |
| 1896-10-30--1901-11-29 | Aronson, Hilma Gustaviana      |                 |
| 1901-11-30--1906-01-12 | Holgerson, Sven Oskar          | handelsbiträdet |
| 1906-01-13--1907-02-17 | Rydén, Johan Abraham           |                 |
| 1907-02-18--1911-02-02 | Holgerson, Oskar               |                 |
| 1911-02-03--1912-03-12 | Myhrström, Elin Maria Karolina | fröken          |
| 1912-03-13--1913-11-14 | Holgerson, Sven Oskar          | inkasseraren    |

## Tryckningen efter 1900
Tryckningen skedde på många tryckerier vilket framgår av tabell nedan. Bara svart färg användes och hela tiden antikva som typsnitt och med 4 sidor. Upplagan var cirka 6000 med en topp 1906 på 7000 exemplar. Satsytan varierade men hela tiden stora format större än tabloid. I början var tidningen gratis men kostade efter 1900 mellan 50 öre och en krona. Tidningen hade flera utgivningsuppehåll.
| Period                 | Tryckeri                                         | Ort       |
| 1900-01-05--1906-03-09 | Stockholms dagblads aktiebolags tryckeri         | Stockholm |
| 1906-03-16--1906-03-30 | Kungl. hofboktryckeriet Iduns tryckeriaktiebolag | Stockholm |
| 1906-04-07--1906-10-12 | J. W. Holms tryckeri                             | Stockholm |
| 1906-10-19--1907-03-15 | Östermalmstryckeriet                             | Stockholm |
| 1907-07-05--1908-12-11 | Gustafson & Påhlsons boktryckeri                 | Stockholm |
| 1908-12-18--1910-01-28 | Östermalmstryckeriet                             | Stockholm |
| 1910-02-04--1910-11-25 | Stockholms tryckeriaktiebolag                    | Stockholm |
| 1911-01-05--1911-01-05 | Rob. Hultgren & c:o boktryckeri                  | Stockholm |
| 1911-01-13--1911-09-01 | Tidningsaktiebolaget Svenska folket              | Stockholm |
| 1911-09-08--1913-11-14 | C. P. Påhlsons boktryckeri                       | Stockholm |